# Tecnoética
La tecnoética es un área interdisciplinar sobre todos los aspectos morales y éticos de la tecnología en la sociedad. Se basa en las teorías y métodos de varios dominios de conocimiento (como las comunicaciones, ciencias sociales, estudios de información de estudios de tecnología, la ética aplicada, y la filosofía) para proporcionar información sobre las dimensiones morales de los sistemas y prácticas tecnológicas cuyo fin es avanzar en una sociedad moderna.
El término Tecnoética fue acuñado por Mario Bunge en 1976, en un artículo titulado Por una tecnoética.

## Historia
Ha interesado en algunas ocasiones en la problemática de la tecnoética. Recordemos las reflexiones de Heidegger, por ejemplo. Pero sin duda ha sido desde la ética que han tenido lugar los planteamientos más sugestivos. La tecnoética es la especialidad de la ética que se ocupa de las implicaciones morales de las aplicaciones de la tecnología. En los últimos años, la ética ha experimentado un giro muy interesante hacia lo que se ha denominado "ética aplicada". Así, han surgido áreas de investigación como la ética de la ciencia y de la tecnología, ética de la biología o bioética, ética de la salud, ética de la computación, ética de los negocios, ética de la comunicación, etc. Sin duda alguna, muchos de estos campos de investigación han aparecido como consecuencia de los avances tecnológicos y de los cambios sociales (por ejemplo, el descubrimiento del genoma humano, el uso de embriones para la producción de células madre, la rápida difusión de la informática y de Internet con herramientas de comunicación y de almacenamiento de datos, el auge de los medios de comunicación de masas y su conversión en negocio millonarios, etc.). Una aplicación ética directamente relacionada con la ética de la tecnología es la ética medioambiental  ejemplo, la polémica sobre experimentación con animales de laboratorio).

## Perspectivas
El ejemplo más básico de determinismo es el desarrollo del uso del fuego lo que permitió hace 1.8 millones de años el desarrollo de Homo erectus y la evolución de la raza humana al poder cocinar los alimentos. Si tomamos este descubrimiento como base podemos constatar que todo el razonamiento humano e incluso su misma existencia está relacionada y determinada por la tecnología.
Uno de los opositores clásicos a lo que consideraríamos tecnología se encuentra en los textos de Platón, en la discusión de Sócrates y Fedro. Sócrates se opone al desarrollo de la escritura, mientras que la gente veía la invención de la escritura como un elixir de la memoria y del conocimiento, Sócrates pensaba que al escribir los hombres dejarían de ejercitar la memoria y esta se atrofiaría. Solo necesitarían leer símbolos externos a ellos mismos y no recordarían nada. Según Sócrates la escritura tendría una influencia negativa ya que solo le daría a los hombres la ilusión de sabiduría.

### Problemas
El Anillo de Giges mencionado por Platón en el segundo libro de La República es otro ejemplo de esto. En este mito, un pastor usa el poder del anillo para ponerse por encima de la sociedad e ignorar las reglas morales impuestas por esta. La evolución de la tecnología permite hacer cosas que de otro modo serían simplemente imposibles. Platón eventualmente responde a Glaucón que solo un hombre de completa virtud podría mantenerse moral y no sucumbir a las tentaciones que propone el anillo. Este mito ilustra claramente como una nueva tecnología puede alterar la moral de un individuo e imponerse por sobre las normas impuestas por la sociedad.

### Constructivista
La perspectiva del constructivismo tecnológico sostiene que los humanos crean la tecnología para responder a necesidades que encuentran en sus vidas y mejorar la calidad de estas. Según esta visión la sociedad forma la tecnología de acuerdo a sus necesidades y también le atribuye valores. 
Un ejemplo de constructivismo tecnológico es la atención al detalle que fue puesta al urbanismo durante el periodo del Renacimiento. Obras arquitectónicas como el Ospedale degli Innocenti diseñado por Filippo Brunelleschi o la cúpula de la catedral de Florencia, al igual que la fachada de la Iglesia de Santa María Novella y muchos otros edificios, plazas y fuentes en ciudades Italianas como Venecia, Roma o Siena, fueron diseñados para transmitir los valores del Renacimiento de racionalidad, orden, calma y dignidad a los habitantes de la ciudad independientemente de su estatus social o económico, para lograr crear un espíritu de comunidad en lugares que todos puedan disfrutar y contribuir. Los arquitectos del Renacimiento ponían un énfasis en la practicalidad y estética sin dejar de desarrollar las nuevas técnicas de construcción para lograr una sociedad funcional inspirándose en los logros del Imperio Romano y de la antigua Grecia. Estas tecnologías lograron transformar sus ciudades de origen y hasta hoy en día se mantienen como iconos culturales del constructivismo tecnológico.
Según el constructivismo, la sociedad le inculca valores a la tecnología y posee una visión mucho más positiva que la del determinismo y sugiere que la tecnología es una herramienta que permite a los humanos liberar su intelecto de tareas tediosas y avanzar a problemas más complejos de mejor manera. 

#### Problemas
Se puede, sin embargo, determinar un extremo ambiguo en la posición constructivista en situaciones presentadas por la ciencia ficción, como la creación de inteligencia artificial fuerte, la cual pueda ser incluso superior a los humanos. Según la perspectiva constructivista esta inteligencia artificial debería ser una herramienta más persuadida de valores alineados con los de la sociedad, sin embargo, la sociedad misma no se puede poner de acuerdo sobre qué actos son morales y cuáles no, como en el caso del aborto o la eutanasia. Es difícil esperar que la tecnología sí tenga una visión clara de las divisiones morales a la hora de tomar decisiones, por ejemplo a la hora reaccionar frente a imprevistos que pongan un dilema moral como maniobrar para minimizar los daños de un accidente.

### Sistémica
La visión sistémica es un campo medio entre el determinismo tecnológico y el constructivismo tecnológico. Los defensores de esta posición, autores como Kranzberg, sostienen que la tecnología no es ni buena ni mala en sí, aunque no niegan que puede tener implicaciones. Para la visión sistémica la tecnología es parte inherente del mundo que nos rodea, esta crea una tecnosfera que reaccione a las acciones humanas de una manera u otra tomando así implicaciones morales, pero estas últimas no vienen de por sí de la tecnología.

## La política de los artefactos
Los objetos tecnológicos que usamos hoy en día no solo traen consigo valores sino que también dicen mucho acerca de la política de la sociedad que los ocupa o crea. A través de las etapas de creación de un objeto este adquiere valores, por ejemplo podemos observar las condiciones en que este fue creado, de dónde se extrajo la materia prima, si esta fue adquirida legalmente o no, si la mano de obra utilizada fue remunerada adecuadamente, cuáles eran las intenciones del diseñador para este objeto, cómo fue transportado de un lugar a otro, cómo lo adquirió el consumidor y cómo lo utiliza. El objeto continuará incluso adquiriendo valores una vez sea desechado, si fue reciclado o terminó en un basurero. Esta travesía recupera valores como la cooperación, la equidad, la explotación, la ambición, la comodidad entre muchos otros que le dan una inherente carga social y política. 
Según Langdon Winner en su artículo "Tienen política los artefactos?" todos los artefactos tienen una inherente política y afectan a la sociedad, ya que crean sistemas en los que esta evoluciona como una tecnosfera. Winner usa como ejemplo los puentes construidos en Long Island por el constructor Robert Moses los cuales por su altura peculiarmente baja favorecen a la clase media y alta que puede usar vehículos y desfavorece a los usuarios del transporte público y autobuses. Estos puentes siguen afectando el desarrollo de la sociedad y Winner sostiene que para implementar una tecnología primero hay que analizar el contexto sociopolítico en el que esta se va a insertar para poder predecir como esta afectará a la sociedad al largo plazo.

## Los aspectos morales de la tecnología

### El utilitarismo
La visión utilitarista está frecuentemente presente en el desarrollo de la tecnología, esta busca maximizar la felicidad y minimizar la tristeza. Esto se encuentra reflejado en tecnologías que mejoran la calidad de vida y limitan los efectos colaterales negativos de esta. 
Sin embargo, el concepto del utilitarismo llevado al extremo lleva al hedonismo y la búsqueda del placer máximo, como ilustra el filósofo Robert Nozick en su experimento "La máquina del placer" en 1974. La realidad virtual nos permitiría en teoría vivir una vida compuesta solo de placer pero alienando la realidad como consecuencia, lo cual tiene perfecto sentido para el utilitarismo pero nos demuestra que las experiencias de la vida real tienen un valor intrínseco aunque impliquen sufrimiento.

### Filosofía kantiana
Es difícil considerar el utilitarismo sin también dirigirse a su contraparte sostenida por el filósofo alemán Immanuel Kant. Podemos empezar por analizar cómo la noción del imperativo categórico se aplica a la tecnología. Si aplicamos el imperativo categórico a los puentes diseñados por Robert Moses en Long Island podemos ver claramente los problemas que encontraríamos si todos los puentes fueran como estos. Si todos los puentes siguiesen esta misma lógica la ciudad quedaría solo transitable por vehículos, causando problemas sociales masivos. Esto permite determinar cómo mejorar el diseño y la implementación de puentes y otras tecnologías para que todos puedan beneficiarse.
Según la filosofía kantiana la tecnología debería ser un bien en sí misma y no debería ser simplemente explotada como un medio, tomando así los mismos preceptos que el deber kantiano.

### Filosofía hobbesiana
Para Thomas Hobbes la sociedad está mantenida gracias a contratos sociales que limitan las libertades individuales a cambio de seguridad. Sin estos, afirma Hobbes, se regresaría al estado de ley natural y guerra de todos contra todos. En la tecnología podemos ver este principio reflejado en el mito del anillo de Giges, este es una forma de tecnología que le permite romper los límites impuestos por la sociedad ejemplificando cualquier tecnología que permita imponerse por sobre los demás. Para Hobbes la tecnología permite restaurar la libertad al darnos mayor facilidad de movimiento, permite reducir la distancias y facilita la comunicación. Es esta misma libertad aumentada la que puede amenazar los contratos sociales. Con el uso de la tecnología un individuo puede incluso llegar a rivalizar el poder del Leviatán desestabilizando el orden social.

### Filosofía de Lévinas
Si bien la tecnología se puede prestar para usos moralmente reprensibles, el filósofo francés Emmanuel Lévinas en su obra "Entre Nosotros" argumenta que el rostro humano es la clave de la empatía con los demás. Gracias a tecnologías como Internet, los avances en comunicaciones, y nuevas tecnologías en transportes, el mundo moderno está más interconectado que nunca y la información es de fácil acceso. Como explica Levinas, es posible ponerle un rostro a problemas que ocurren al otro lado del mundo y aportar ayuda rápidamente. La empatía que pueden generar los medios hacia grupos que de otro modo se mantendrían muy distantes es notable. Para Levinas, la tecnología permite "iluminar el rostro en la oscuridad". 
Por supuesto, el otro lado del poder de las telecomunicaciones es la distorsión de la información y uso de la propaganda para alienar a otros.

### Filosofía de Foucault
Michel Foucault analiza la ontología y explica en “La hermenéutica del sujeto" que, para poder tener objetivos claros para actuar, primero se debe tener un completo conocimiento de sí mismo. La tecnología provee críticos avances para el conocimiento del sujeto a través del desarrollo del conocimiento anatómico con máquinas de resonancia magnética que permiten analizar en detalle el funcionamiento del cuerpo humano. Con este conocimiento se puede mejorar el diseño de tecnologías, ya sean blandas o duras, para responder a nuestras necesidades personales o colectivas. Con este conocimiento personal tenemos una constante más para poder evaluar el impacto que tendrán las tecnologías en el futuro y evitar problemas. Otro beneficio que tiene el entendimiento propio es que nos permite ponernos en el lugar de otros y así poder abordar problemas de distintos ángulos y prever problemas sociales.

## La ética en la tecnología

### El Internet
El internet ha revolucionado la vida moderna, es una tecnología determinante que ha modificado la manera en que pensamos, razonamos y buscamos información. La inmensa cantidad de información circulando por el internet trae consigo sus propias consideraciones morales y trae sus propias anexidades, la cantidad de información es tal que es imposible de digerir y asimilar de manera óptima. El internet es adictivo y no analizamos la cantidad de tiempo invertido en internet a veces al detrimento de las relaciones interpersonales con gente que se encuentra presente físicamente.
El internet también ha ayudado a reducir la cantidad de crímenes ya que es fácil seguir a alguien con su uso de internet pero al mismo tiempo el cibercrimen está al alza y en una escala en la que los organismos gubernamentales como la policía quedan incompetentes quedando así como crímenes sin sanción alguna. 
Las consideraciones que se deben tomar con el internet son las mismas que con otro tipo de tecnología y tal vez incluso con mayor importancia aún dada la cantidad de espacio que toma en nuestra vidas.

## Conceptos y problemas
A continuación se muestran algunos conceptos y problemas de la tecnoética los cuales son apreciados de forma analítica por varios especialistas en el tema:[¿quién?][cita requerida]
1. Tecnoética es una faceta de investigación relacionados con ética y moral de la tecnología en nuestra sociedad.
2. Tecnoética se deriva de muchas teorías y formas para avanzar en la tecnología junto con la sociedad.
3. El conocimiento se deriva de diversos ámbitos para tener una idea clara sobre la dimensión ética de Tecnoética que se asocian con la tecnología y la sociedad, y por lo tanto, hace hincapié en el uso ético de la tecnología para el mejoramiento de la sociedad.
4. Tecnoética es un medio para proteger la tecnología de la mala utilización.
5. Esto se ha hecho para desarrollar principios comunes como una guía para los nuevos avances en tecnología y su aplicación fructífera en beneficio de la sociedad.
6. Tecnoética involucra las prácticas humanas y su proceso en lo que respecta a la tecnología que se está convirtiendo en parte de la sociedad, de las áreas culturales, morales y políticas de la vida.
7. La tecnoética también se ocupa de las respuestas que se producen durante el desarrollo de la nueva tecnología y su aplicación por las personas.
8. El nuevo desarrollo tecnológico implica discusiones y lluvia de ideas, de entender el objetivo de la nueva tecnología, su propósito, y cómo va a servir a la sociedad.
9. Tecnoética ayuda a dar información sobre los principios éticos a seguir, la toma de decisiones con el fin de activar la tecnología y evitar el mal uso de la tecnología.
10. Normalmente, según los expertos en el campo de la tecnoética, pasar a conceptualizar la ética y la tecnología y el nombre como un cuerpo interconectado en la sociedad y la vida personal.
11. Tecnoética indica una amplia gama de problemas éticos relacionados con la tecnología.
12. Ahora la tecnología se ha convertido en gran parte de la vida social cotidiana, personal y profesional.
13. Tecnoética enseña a utilizar la tecnología con honestidad.
14. La tecnología es un proceso en constante cambio.
15. Con los nuevos avances en la tecnología hay un cambio constante en los principios de tecnoética.
16. La tecnología cada día trae nuevos inventos sorprendentes que han hecho la vida más fácil y muy transparente.
17. Ahora la tecnología se ha convertido en parte de la conciencia de los seres humanos, por lo tanto se requiere un modelo ético lógico.
18. La fundación de Tecnoética se deriva de los esfuerzos para dar un marco de sólida base para la tecnología relacionada con las áreas que la Ética distingue de otras áreas de estudio.
19. Tecnoética trabaja como guardia en contra de las limitaciones de la tecnología y su interferencia con la vida y se centra en las prácticas éticas.
20. Ahora, que la tecnología se ha convertido en una parte inseparable de la vida humana y las actividades de lo que ha generado la sobreabundancia de la tecnología en la vida humana.
21. Esto ha dado lugar también a personas oportunistas que toman ventaja de esta tecnología para entrar en la vida privada de otras personas.
22. Esto también ha creado un temor a la exposición de datos personales y financieros de uno a la sociedad.
23. La tecnología tiene una gran influencia en la vida humana.
24. Debido a este poder de la tecnología, hay muchos aspectos éticos que afectan a la sociedad y su modo de vida.
25. Se desarrolla una plataforma común para responder a los dilemas éticos comunes que pueden dar lugar a serios desafíos para los profesionales e investigadores en el campo de la tecnología.
26. Principios de Tecnoética se basan en el hecho de que la humanidad se crea como una especie naturalmente técnica.
27. La tecnología es una parte natural de los seres humanos.
28. Esto hace que los seres humanos vivos sean inteligentes y lo distinguen de otros animales de vida más baja.
29. El hombre primitivo también fue en busca de algún avance en la vida, al descubrir el fuego y la rueda ha cambiado todo el planeta.
30. El hecho de que otros animales tienen herramientas para sobrevivir, pero los seres humanos carecen de cualquier herramienta natural, porque los seres humanos son creados para inventar y descubrir las nuevas tecnologías.
31. La invención de la prótesis, las neuronas y los automóviles son parte de la tecnología que han sido inventados por humanos.
32. Tecnoética o TE ha estudiado y tratado de explicar de muchas maneras en la última década.
33. Estudio de tecnoética es un nuevo campo emergente.
34. Tecnoética es un proceso para salvar a la nueva tecnología contra la delincuencia y para alcanzar el objetivo final, es decir, obtener una perfección final para el hombre.
35. Tecnoética es una norma de conducta y el fundamento ético para la comunidad en todo el mundo.
36. TE se refiere a la práctica y los procedimientos de que humanos están asociados con los aspectos sociales, morales y políticos de la vida.
37. La tecnología está aquí para dar todas las facilidades para avanzar y conquistar el universo.
38. Tecnoética es un instrumento para la regulación y la guía para utilizar el poder de la tecnología en la dirección correcta.